# Hwang Woo-Suk
Hwang Woo-Suk (født 29. januar 1953) er en sydkoreansk dyrlæge, som opnåede international anerkendelse indenfor forskning i kloning.
I 2006 blev et af hans største gennembrud om, at han havde klonet stamceller fra et foster afsløret som svindel, for hvilket han blev idømt to års betinget fængsel.
To år senere konkluderede uafhængige undersøgelser, at Woo-Suk og hans forskerhold havde formået at udtrække stamceller fra partenogenese-æg, som han oplyste stammede fra klonede menneskelige embryoner.